# Blacksand Beach
Der Blacksand Beach ist ein mit Vulkanasche durchsetzter Sandstrand am Kap Royds auf der antarktischen Ross-Insel. Er ist Standort der Old Penguin Rookery.
Entdeckt wurde er von Teilnehmern der Nimrod-Expedition (1907–1909) unter der Leitung des britischen Polarforschers Ernest Shackleton in einer Entfernung von rund einem Kilometer zum Basislager der Expedition. Der Strand ist offiziell im Verzeichnis des Advisory Committee on Antarctic Names enthalten als geographisches Objekt mit der Identnummer 1476.